# Terezia Preda
Terezia Octavia Preda (n. 18 iunie 1956) este o arcașă română. A reprezentat România la Jocurile Olimpice de vară din 1980 de la Moscova, unde a participat la proba individuală feminină și a terminat pe locul 24 cu 2195 de puncte.